# Galanina
La galanina è un neuropeptide di nuova identificazione largamente distribuito nel sistema nervoso centrale e periferico dei mammiferi, in particolare lo si ritrova nel proencefalo. Svolge azione di neurotrasmettitore.
Nei modelli animali è stato dimostrato il coinvolgimento nei processi di apprendimento, riproduzione e alimentazione, ma anche nei processi biologici di nocicezione e la secrezione di ormoni e neurotrasmettitori. La galanina stimola il rilascio di GH ed ha effetti inibitori sulla secrezione di insulina, acetilcolina, serotonina, e noradrenalina, in particolare l'inibizione della liberazione di AcColina nell'ippocampo ventrale produce effetti di deficit di memoria e apprendimento.
Altri studi più recenti ipotizzano il coinvolgimento del peptide nella fisiopatologia di alcuni disturbi neuropsichiatrici come  Alzheimer, schizofrenia e anoressia nervosa.